# Bullatacine
La bullatacine est une lactone d'acide gras bistétrahydrofuranoïde de la classe des acétogénines présente dans certains fruits de la famille des annonacées,,.